# James S. Calhoun
James S. Calhoun (* 1802 in Columbus, Georgia; † 2. Juli 1852 in Independence, Missouri) war ein US-amerikanischer Politiker und von 1851 bis 1852 Gouverneur des New-Mexico-Territoriums.

## Frühe Jahre
Calhoun wuchs in Georgia auf und begann auch seine politische Karriere in diesem Staat. Im Jahr 1830 wurde er in das dortige Staatsparlament gewählt, von 1838 bis 1839 war er Bürgermeister der Stadt Columbus, ehe er für kurze Zeit in den Senat seines Heimatstaates gewählt wurde. Zwischen 1841 und 1842 war er amerikanischer Konsul in Havanna auf Kuba. Während des Mexikanisch-Amerikanischen Krieges diente er als Oberst in der US-Armee.

## Leben in New Mexico
Nach dem Ende des Krieges wurde er in dem neuen New-Mexico-Territorium Indianerbeauftragter (Indian Agent) der Bundesregierung. Im Jahr 1850 wurde er von Präsident Millard Fillmore zum neuen Territorialgouverneur dieses Gebietes ernannt. Calhoun behielt dieses Amt nur bis 1852. Nach einigen Quellen ist er im Frühjahr 1852 aus gesundheitlichen Gründen zurückgetreten, andere Quellen besagen, er sei im Juli dieses Jahres als Gouverneur verstorben. Auf jeden Fall wurde das Amt im Jahr 1852 bis zur Ankunft des neuen Territorialgouverneurs William Carr Lane von John Greiner und Edwin Vose Sumner kommissarisch verwaltet.